# قصبة أندلسية

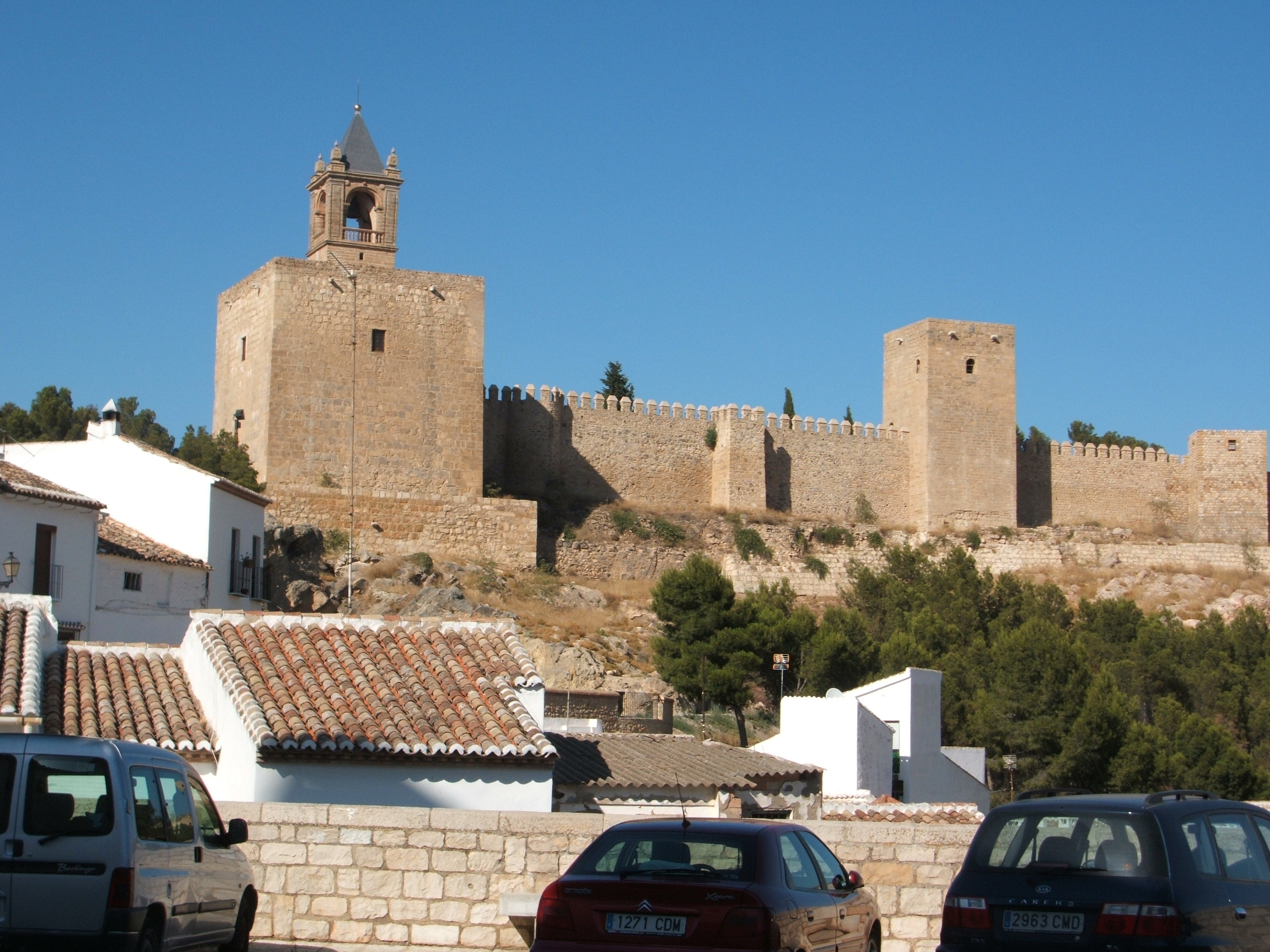
قصبة أنتقيرة.

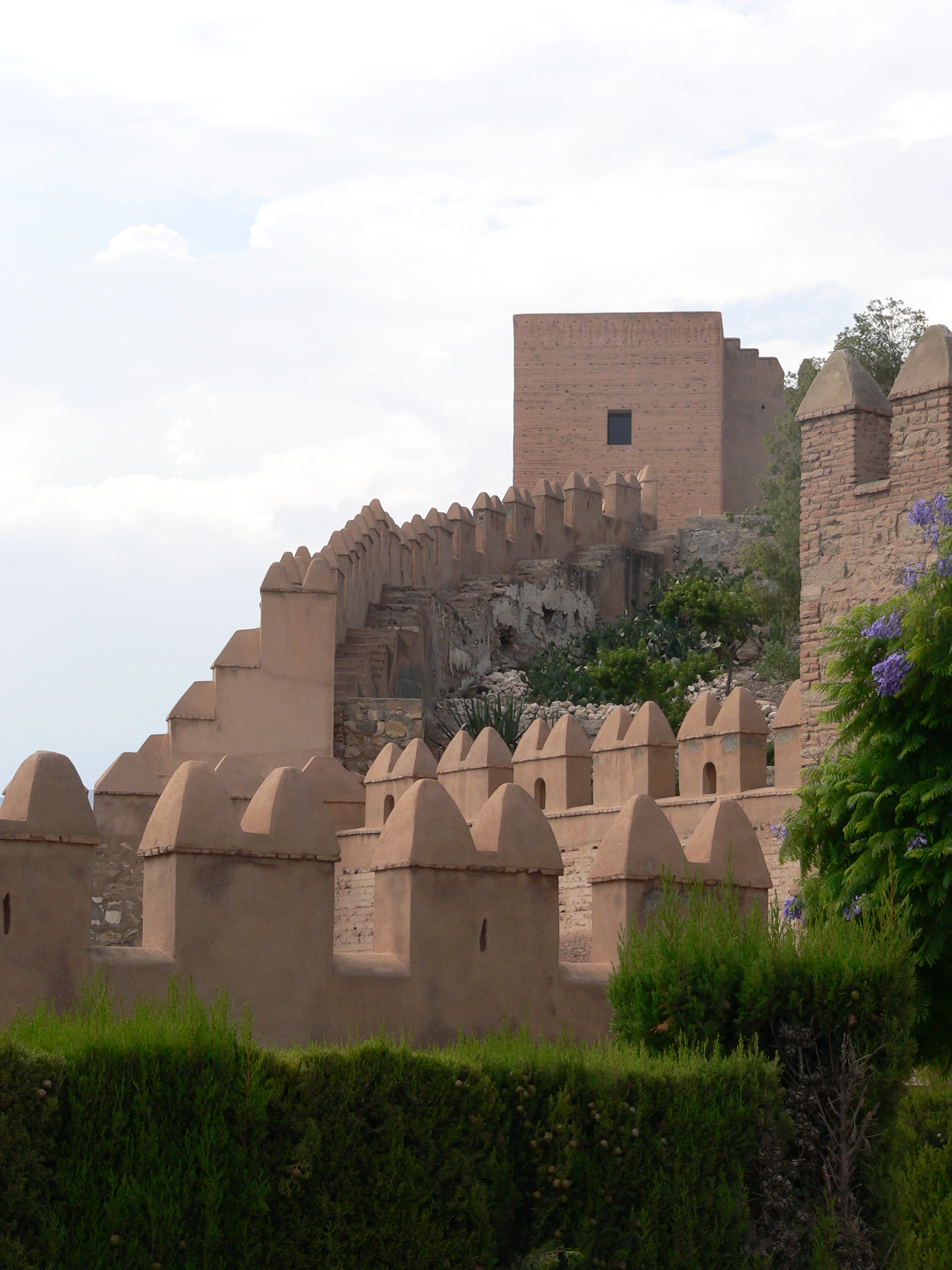
قصبة المرية.

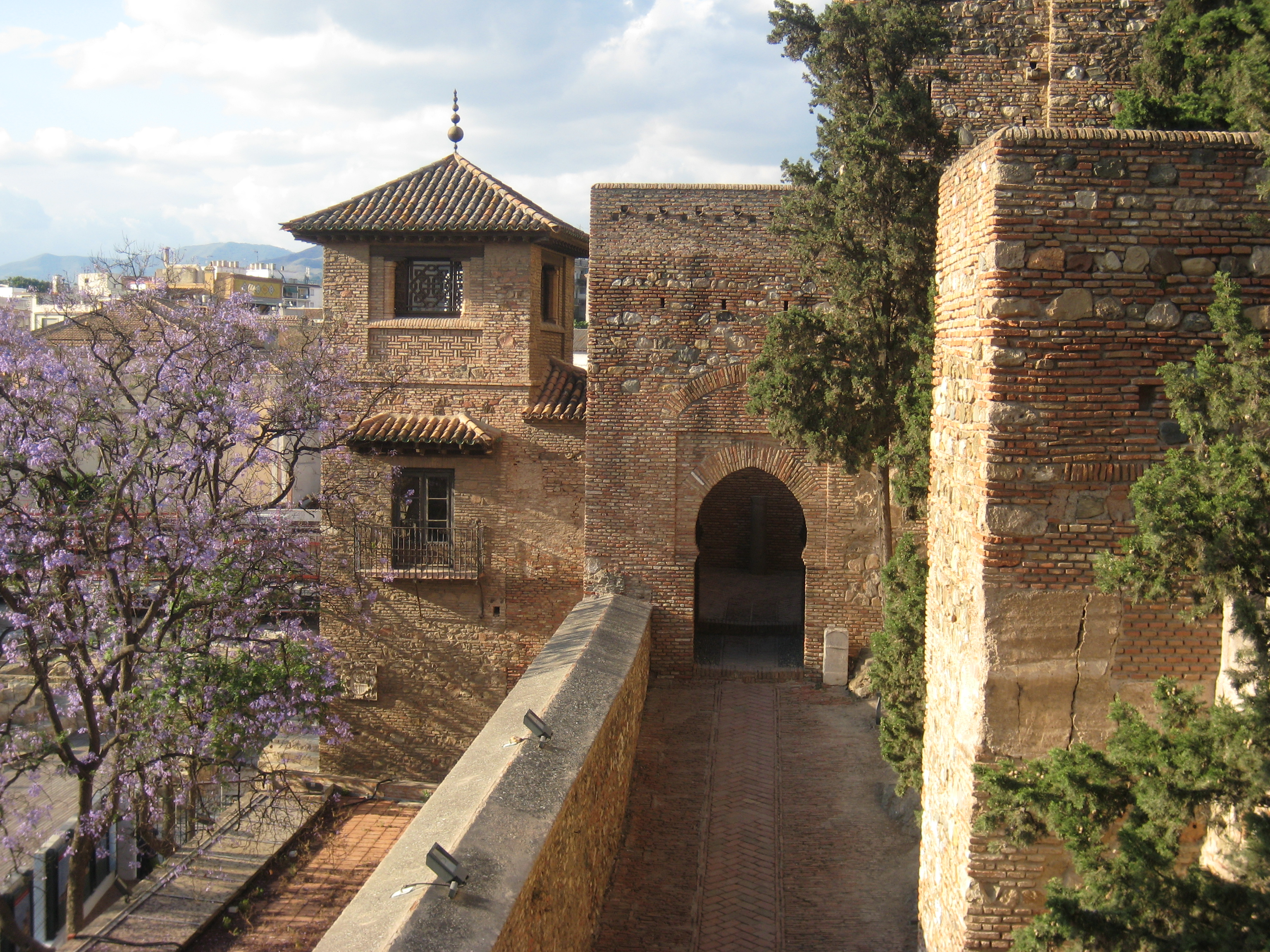
قصبة مالقة.

القصبات الأندلسية ثكنات عسكرية بناها المسلمون في الأندلس إبان الحكم الإسلامي في الأندلس وهي مشابه للقصبات المغاربية وقد كان الغرض منها الدفاع عن منطقة ما وما جاورها. تبنى القصبات في أماكن حصينة ومنيعة بحث يكون بوسع الجنود المجابهة مدة أطول حتى لو سقطت المنطقة التي يدافعون عنها. وقد أقام المسلمون القصبات في المدن الأندلسية الكبرى كالمرية وغرناطة وجيان وقرطبة وأنتقيرة وقلعة بني سعيد وبطليوس ووادي آش ومالقة وماردة وملين أرغون.

## القصبات
- قصبة المرية
- قصبة أنتقيرة
- قصبة بطليوس
- قصبة الحمراء
- قصبة وادي آش
- قصبة مالقة
- قصبة الحنش
- قصبة مريدا
- قصبة لشبونة أصبحت قصر سان جورج

## طالع أيضًا
- قصبة (عمارة)